# عمار الجنیبی
عمار الجنیبی (زاده ۱۹۸۲ میلادی) یک داور فوتبال اهل کشور امارات متحده عربی است.
او از سال ۲۰۱۱ میلادی در لیست داوران بین‌المللی فیفا قرار گرفت.
وی در رقابتهای لیگ قهرمانان آسیا قضاوت کرده است.